# Friedrich Haag
Friedrich Haag (Schwenningen, 20 de agosto de 1856 — Stuttgart-Degerloch, 8 de dezembro de 1941) foi um engenheiro alemão, pioneiro da cristalografia.

## Vida e obra
Haag estudou de 1874 a 1881 na Universidade de Stuttgart e na Universidade de Tübingen. Obteve o doutorado (Dr. rer. nat.) e tronou-se em 1877 professor auxiliar em Reutlingen. Em 1881 lecionou no Obergymnasium em Rottweil, onde tornou-se professor em 1882. A partir de 1899 foi professor da Real-Anstalt em Tübingen, tornando-se reitor em 1900. Em 1903 foi professor da Wilhelm-Realschule em Stuttgart e de 1908 até aposentar-se em 1927 foi professor e reitor da Friedrich-Eugen-Realschule em Stuttgart. Foi Studienrat.[carece de fontes?]
É ainda na atualidade conhecido por suas publicações sobre cristalografia. Em 1887 publicou uma generalização da definição formulada por Leonhard Sohncke de estrutura cristalina como um sistema de pontos regulares, que não podia descrever algumas estruturas cristalinas existentes na natureza. Haag propôs a adoção de vários destes sistemas de pontos nos cristais. Sua outra publicação foi difundida por Ernst Karl Friedrich Blasius e adotada por Sohncke.

## Demais publicações
Ainda não citadas no texto:
- Gittervektoren, Beilage zum Programm der Königlichen Wilhelm Realschule in Stuttgart 1907
- Die den Vielfachen der regulären Kristallsysteme dual entsprechenden Vielecke, Z. f. Kristallogr., Band 42, 1907
- Inhalt und Oberfläche der regulären Kristallkörper, Z. f. Kristallogr., Band 52, 1912/13
- Die regelmäßigen Planteilungen, Z. f. Kristallogr., Band 49, 1911, 360--369[ligação inativa]
- Netzebenen bei regulären Kristallen, Z. f. Kristallogr., Band 55, 1920
- Netzebenen und Geradenschar, Z. f. Kristallogr., Band 56, 1921
- Die regelmäßigen Planteilung und Punktsysteme, Z. f. Kristallogr., Band 58, 1923, 478-489[ligação inativa]
- 17 regelmäßige Planteilungen und Punktsysteme, Z. f. Kristallogr., Band 61, 1924/25, S. 58
- Die pentagonale Anordnung von sich berührenden Kreisen in der Ebene, Z. f. Kristallogr., Band 61, 1925, 339--340
- Die Planigone von Fedorow, Z. f. Kristallogr., Band 63, 1926, 179-186[ligação inativa]
- Die Symmetrieverhältnisse einer regelmässigen Planteilung, Zeitschrift für mathematischen und naturwissenschaftlichen Unterricht, Band 57 (1926), 262-263
- Geometrie der Netzebenen, Z. f. Kristallogr., Band 70, 1929
- Gebiet und Wirkungsbereich, Z. f. Kristallogr., Band 78, 1931, S. 167
- Strukturformeln für Ebenenteilungen, Z. f. Kristallogr., Band 83, 1932, S. 31-37
- Grundgleichungen für Ebenen- und Raumteilung, Z. f. Kristallogr., Band 86, 1933, S.153
- Die den Zahlen 1- 100 im kubischen Gitter zugeordneten Vielecke, Z. f. Kristallogr., Band 90, 1935, S. 456-466
- Polygone der Ebenenteilung, Z. f. Kristallogr., Band 96, 1937, S. 77-80
- Raumgitterzahlen, Z. f. Kristallogr., Band 97, 1937, S.234